# آناتولی اولیانوف
آناتولی اولیانوف (اوکراینی: Анатолій Андрійович Ульянов؛ زادهٔ ۲۶ ژوئیهٔ ۱۹۹۸) بازیکن فوتبال اهل اوکراین است.